# NWA Southeastern United States Junior Heavyweight Championship
L'NWA Southeastern United States Junior Heavyweight Championship, promosso anche come NWA United States Junior Heavyweight Championship (Southeast version), è stato un titolo di wrestling promosso da Southeastern Championship Wrestling, Continental Championship Wrestling e Continental Wrestling Federation, territori della National Wrestling Alliance (NWA) attivi nei territori di Alabama, Florida, Tennessee e Mississippi.
Il titolo fu attivo dal 1979 al 1989, quando la Continental Wrestling Federation cessò le attività e smise di essere promosso.

## Storia
Il titolo fa parte di una serie di riconoscimenti con lo stesso nome promossi dai territori della NWA. La Southeastern Championship Wrestling iniziò a promuovere una sua versione del titolo nel 1979, quando Mike Graham, che in precedenza aveva difeso la versione della Georgia arrivò nel territorio.  
La cintura e il relativo riconoscimento passarono di mano con il susseguirsi delle federazioni affiliate alla NWA nel territorio: furono una prima volta raccolti dalla Continental Championship Wrestling, successore della Southeastern Championship Wrestling, e in seguito dalla Continental Wrestling Federation. Quando questa terminò l'affiliazione con la National Wrestling Alliance nel 1987 continuò a promuovere il titolo senza cambiarvi il nome, fino alla chiusura delle attività nel 1989. 

## Albo d'oro
| Legenda  |                                                                               |
| -------- | ----------------------------------------------------------------------------- |
| #        | Indica il numero del regno titolato                                           |
| Regno    | Viene indicato il numero del regno del campione                               |
| Data     | La data in cui il titolo è stato vinto                                        |
| Località | Indica il luogo in cui il titolo è stato vinto                                |
| Note     | Indica notizie particolari riguardanti i cambi di titolo o altre informazioni |

| #   | Campione                     | Regno | Data              | Giorni | Località                 | Evento     | Note | Fonti |
| --- | ---------------------------- | ----- | ----------------- | ------ | ------------------------ | ---------- | --- | ----- |
| 1   | Mike Graham                  | 1     | maggio 1979       | --     | --                       | --         | Al suo arrivo nel territorio, Graham fu incoronato campione inaugurale, nonostante avesse difeso la versione della Georgia del titolo nella zona già nel 1976.                                          |       |
| 2   | Kevin Sullivan               | 1     | 18 maggio 1979    | 35     | Knoxville, Tennessee     | House show | |       |
| 3   | Tony Charles                 | 1     | 22 giugno 1979    | --     | Knoxville, Tennessee     | House show | |       |
| 4   | Kevin Sullivan               | 2     | giugno 1979       | --     | --                       | House show | |       |
| 5   | Tony Charles                 | 2     | 13 luglio 1979    | 21     | Knoxville, Tennessee     | House show | |       |
| 6   | Norvell Austin               | 1     | 3 agosto 1979     | 7      | Knoxville, Tennessee     | House show | |       |
| 7   | Tony Charles                 | 3     | 10 agosto 1979    | --     | Knoxville, Tennessee     | House show | |       |
| 8   | Norvell Austin               | 2     | novembre 1979     | --     | Alabama                  | House show | |       |
| 9   | Tony Charles                 | 4     | dicembre 1979     | --     | Alabama                  | House show | |       |
| 10  | The Great Mephisto           | 1     | dicembre 1979     | --     | Alabama                  | House show | |       |
| 11  | Tony Charles                 | 5     | gennaio 1980      | --     | --                       | House show | |       |
| 12  | Norvell Austin               | 3     | febbraio 1980     | --     | --                       | House show | |       |
| 13  | Tony Charles                 | 6     | 26 febbraio 1980  | --     | Mobile, Alabama          | House show | |       |
| 14  | Dick Steinborn               | 1     | giugno 1980       | --     | --                       | House show | |       |
| 15  | Jerry Stubbs                 | 1     | giugno 1980       | --     | --                       | House show | |       |
| 16  | Norvell Austin               | 4     | 1980              | --     | --                       | House show | |       |
| 17  | Jerry Stubbs                 | 2     | 1980              | --     | --                       | House show | Nel corso del gennaio 1981 il titolo potrebbe essere stato dichiarato vacante. |       |
| 18  | Brad Armstrong               | 1     | 20 gennaio 1981   | --     | Mobile, Alabama          | House show | |       |
| 19  | Jerry Stubbs                 | 3     | febbraio 1981     | --     | --                       | House show | |       |
| 20  | Brad Armstrong               | 2     | febbraio 1981     | --     | --                       | House show | |       |
| 21  | Stan Lane                    | 1     | 9 marzo 1981      | 49     | Birmingham, Alabama      | House show | |       |
| 22  | Jerry Stubbs                 | 4     | 27 aprile 1981    | 14     | Birmingham, Alabama      | House show | |       |
| 23  | Stan Lane                    | 2     | 11 maggio 1981    | 14     | Birmingham, Alabama      | House show | Durante questo periodo potrebbero esserci stati altri cambi di titolo tra Lane e Stubbs. |       |
| 24  | Jerry Stubbs                 | 5     | 25 maggio 1981    | 5      | Birmingham, Alabama      | House show | |       |
| 25  | Stan Lane                    | 3     | 30 maggio 1981    | 3      | Birmingham, Alabama      | House show | Stubbs era oltre il limite di peso e fu costretto a restituire il titolo a Lane. |       |
| 26  | Bill Dundee                  | 1     | 2 giugno 1981     | 13     | Memphis, Tennessee       | House show | |       |
| 27  | Stan Lane                    | 4     | 15 giugno 1981    | 8      | Birmingham, Alabama      | House show | |       |
| 28  | Brad Armstrong               | 3     | 23 giugno 1981    | 0      | Mobile, Alabama          | House show | |       |
| —   | Vacante                      | —     | 23 giugno 1981    | —      | —                        | —          | Il titolo fu reso vacante da Armstrong una volta conquistato. |       |
| 29  | Tommy Wright                 | 1     | 7 luglio 1981     | --     | Mobile, Alabama          | House show | In un torneo per riassegnare il titolo vacante. |       |
| 30  | Norvell Austin               | 5     | agosto 1981       | --     | Mobile, Alabama          | House show | |       |
| 31  | Ken Lucas                    | 1     | 1981              | --     | --                       | House show | |       |
| 32  | Luke Williams                | 1     | 1981              | --     | Mobile, Alabama          | House show | |       |
| 33  | Tony Charles                 | 3     | 1981              | --     | Birmingham, Alabama      | House show | |       |
| 34  | Scott McGhee                 | 1     | 1982              | --     | Birmingham, Alabama      | House show | |       |
| 35  | Ted Oates                    | 1     | aprile 1982       | --     | --                       | House show | |       |
| 36  | Scott McGhee                 | 2     | maggio 1982       | --     | Birmingham, Alabama      | House show | |       |
| 37  | Brad Armstrong               | 4     | giugno 1982       | --     | --                       | --         | |       |
| —   | Vacante                      | —     | agosto 1982       | —      | —                        | —          | Il titolo fu reso vacante quando Armstrong passò alla divisione heavyweight. |       |
| 38  | Scott McGhee                 | 3     | agosto 1982       | --     | --                       | House show | In un torneo per riassegnare il titolo vacante. |       |
| 39  | Bill ASs                     | 1     | 26 ottobre 1982   | --     | Mobile, Alabama          | House show | |       |
| 40  | Robert Gibson                | 1     | novembre 1982     | --     | Alabama                  | House show | |       |
| 41  | Wayne Farris                 | 1     | dicembre 1982     | --     | --                       | House show | |       |
| —   | Vacante                      | —     | dicembre 1982     | —      | —                        | —          | Il titolo fu reso vacante quando Farris passò alla divisione heavyweight. |       |
| 42  | Norman Frederick Charles III | 1     | 1 gennaio 1983    | 9      | Dothan, Alabama          | House show | In un torneo per riassegnare il titolo vacante. |       |
| 43  | Robert Gibson                | 2     | 10 gennaio 1983   | 5      | Birmingham, Alabama      | House show | |       |
| —   | Vacante                      | —     | 15 gennaio 1983   | —      | —                        | —          | Il titolo fu reso vacante in seguito ad un finale controverso di una difesa titolata contro Charles. |       |
| 44  | Robert Gibson                | 3     | 17 gennaio 1983   | --     | Birmingham, Alabama      | House show | In uno spareggio per riassegnare il titolo vacante contro Charles. |       |
| 45  | Bill Ash                     | 2     | febbraio 1983     | --     | Birmingham, Alabama      | House show | |       |
| 46  | Tommy Rogers                 | 1     | 2 maggio 1983     | --     | Birmingham, Alabama      | House show | |       |
| 47  | Chick Donovan                | 1     | luglio 1983       | --     | Birmingham, Alabama      | House show | |       |
| 48  | Rick Gibson                  | 1     | 8 agosto 1983     | --     | Birmingham, Alabama      | House show | |       |
| 49  | Chick Donovan                | 2     | agosto 1983       | --     | --                       | House show | |       |
| 50  | Tim Horner                   | 1     | 26 settembre 1983 | --     | Birmingham, Alabama      | House show | |       |
| 51  | Chick Donovan                | 3     | ottobre 1983      | --     | --                       | House show | |       |
| 52  | Tim Horner                   | 2     | 24 ottobre 1983   | --     | Birmingham, Alabama      | House show | |       |
| 53  | Rip Rogers                   | 1     | novembre 1983     | --     | Dothan, Alabama          | House show | |       |
| 54  | Ken Lucas                    | 2     | 28 novembre 1983  | 26     | Birmingham, Alabama      | House show | |       |
| 55  | Rip Rogers                   | 2     | 26 dicembre 1983  | --     | Birmingham, Alabama      | House show | |       |
| 56  | Ken Lucas                    | 3     | gennaio 1984      | --     | Birmingham, Alabama      | House show | |       |
| 57  | David Morgan                 | 1     | 6 febbraio 1984   | 21     | Birmingham, Alabama      | House show | |       |
| 58  | Larry Hamilton               | 1     | 27 febbraio 1984  | 7      | Birmingham, Alabama      | House show | |       |
| 59  | Rip Rogers                   | 2     | 5 marzo 1984      | 21     | Birmingham, Alabama      | House show | |       |
| 60  | Johnny Rich                  | 1     | 26 marzo 1984     | 42     | Birmingham, Alabama      | House show | |       |
| 61  | Tommy Gilbert                | 1     | 7 maggio 1984     | 28     | Birmingham, Alabama      | House show | |       |
| 62  | Scott Armstrong              | 1     | 4 giugno 1984     | --     | Birmingham, Alabama      | House show | |       |
| 63  | Tommy Gilbert                | 2     | giugno 1984       | --     | --                       | House show | |       |
| 64  | Scott Armstrong              | 2     | 2 luglio 1984     | 130    | Birmingham, Alabama      | House show | |       |
| 65  | Bill Ash                     | 3     | 9 novembre 1984   | --     | Montgomery, Alabama      | House show | |       |
| 66  | Scott Armstrong              | 3     | dicembre 1984     | --     | Birmingham, Alabama      | House show | |       |
| 67  | Bill Ash                     | 4     | 1 gennaio 1985    | 153    | Mobile, Alabama          | House show | |       |
| 68  | Scott Armstrong              | 4     | 3 giugno 1985     | 14     | Birmingham, Alabama      | House show | |       |
| 69  | Bill Ash                     | 5     | 17 giugno 1985    | 18     | Birmingham, Alabama      | House show | |       |
| 70  | Scott Armstrong              | 5     | 5 luglio 1985     | 10     | Montgomery, Alabama      | House show | |       |
| 71  | Bill Ash                     | 6     | 15 luglio 1985    | 77     | Birmingham, Alabama      | House show | |       |
| 72  | Roy Lee Welch                | 1     | 30 settembre 1985 | 49     | Birmingham, Alabama      | House show | |       |
| 73  | Ken TImbs                    | 1     | 18 novembre 1985  | 42     | Birmingham, Alabama      | House show | |       |
| 74  | Tim Horner                   | 3     | 30 dicembre 1985  | 63     | Birmingham, Alabama      | House show | |       |
| 75  | Tom Prichard                 | 1     | 3 marzo 1986      | 18     | Birmingham, Alabama      | House show | |       |
| 76  | Tim Horner                   | 4     | 21 marzo 1986     | 10     | Knoxville, Tennessee     | House show | |       |
| 77  | Tom Prichard                 | 2     | 31 marzo 1986     | 28     | Birmingham, Alabama      | House show | |       |
| 78  | Tim Horner                   | 5     | 28 aprile 1986    | 12     | Birmingham, Alabama      | House show | |       |
| 79  | Tom Prichard                 | 3     | 10 maggio 1986    | 16     | Dothan, Alabama          | House show | |       |
| 80  | Tim Horner                   | 6     | 26 maggio 1986    | 119    | Birmingham, Alabama      | House show | In un tag team match in cui Horner e Armstrong sfidavano Prichard e Stubbs, detentore del NWA Southeastern Championship, con la stipula secondo la quale il campione sconfitto avrebbe perso il titolo. |       |
| 81  | Roy Lee Welch                | 2     | 22 settembre 1986 | 14     | Birmingham, Alabama      | House show | |       |
| 82  | Tom Prichard                 | 4     | 6 ottobre 1986    | 7      | Birmingham, Alabama      | House show | |       |
| 83  | Roy Lee Welch                | 3     | 13 ottobre 1986   | 14     | Birmingham, Alabama      | House show | |       |
| 84  | Tom Prichard                 | 5     | 27 ottobre 1986   | --     | Birmingham, Alabama      | House show | |       |
| 85  | Roy Lee Welch                | 4     | 1986              | --     |                          |            | |       |
| 86  | Tom Prichard                 | 6     | 10 novembre 1986  | 70     | Birmingham, Alabama      | House show | |       |
| 87  | Larry Hamilton               | 2     | 19 gennaio 1987   | 39     | Birmingham, Alabama      | House show | |       |
| 88  | Tom Prichard                 | 7     | 27 febbraio 1987  | 87     | Knoxville, Tennessee     | House show | |       |
| 89  | Scott Armstrong              | 6     | 25 maggio 1987    | 105    | Birmingham, Alabama      | House show | |       |
| 90  | Larry Hamilton               | 3     | 7 settembre 1987  | 184    | Birmingham, Alabama      | House show | |       |
| 91  | Ken Wayne                    | 1     | 9 marzo 1988      | 152    | Hattiesburg, Mississippi | House show | |       |
| 92  | Danny Davis                  | 1     | 8 agosto 1988     | 0      | Birmingham, Alabama      | House show | |       |
| 93  | Ken Wayne                    | 2     | 8 agosto 1988     | 41     | Birmingham, Alabama      | House show | |       |
| 94  | Danny Davis                  | 2     | 18 settembre 1988 | 13     | Montgomery, Alabama      | House show | |       |
| 95  | Ken Wayne                    | 3     | 1 ottobre 1988    | 32     | Dothan, Alabama          | House show | |       |
| 96  | Danny Davis                  | 3     | 2 novembre 1988   | 179    | Harriman, Tennessee      | House show | |       |
| 97  | Alan Martin                  | 1     | 30 aprile 1989    | --     | Montgomery, Alabama      | House show | |       |
| 98  | Danny Davis                  | 4     | maggio 1989       | --     | --                       | --         | |       |
| 99  | Kevin Dillinger              | 2     | 5 maggio 1989     | 34     | Knoxville, Tennessee     | House show | |       |
| 100 | Danny Davis                  | 5     | 9 giugno 1989     | --     | Knoxville, Tennessee     | House show | |       |
| —   | Vacante                      | —     | 1989              | —      | —                        | —          | Il titolo fu reso vacante quando Davis lasciò il territorio. |       |
| 101 | Downtown Bruno               | 1     | 22 settembre 1989 | --     | Knoxville, Tennessee     | House show | |       |
| —   | Disattivato                  | —     | 1989              | —      | —                        | —          | Il titolo fu disattivato alla chiusura della federazione. |       |